# Banks of the Ohio
A Banks of the Ohio, magyar címe Az Ohio folyó partja, az 1800-as évek közepéről származó amerikai ballada, mely egy a hagyomány szerint valóban megtörtént szerelmi gyilkosság története. Szerzője ismeretlen.

## A dalról
Az amerikai zenetörténet egyik legismertebb dala, az ún. murder ballads (gyilkosballadák) közé tartozik, több szövegváltozatban ismert. A hagyomány szerint egy Willy nevű férfi megkéri valószínűleg Polly nevű kedvesét, tegyen vele egy sétát az Ohio partján, hogy ott, a parton kérje meg kezét. A visszautasítás után azonban féltékenységből leszúrja, majd beledobja a vízbe. Miután hazamegy, kétségbeesve tudatosul benne, teljesen értelmetlenül megölte az egyetlen számára fontos személyt. Willyt végül a seriff elfogja, börtönben (vagy akasztófán) végzi. A kevésbé ismert Pretty Polly című ballada valószínűleg ugyanezt az esetet dolgozza fel.

## Feldolgozások
A hanglemez korszak előtti feldolgozásokról nincs feljegyzés. A legelső hanglemezfelvétel 1927-ből származik, melyen a Red Patterson's Piedmont Log Rollers együttes működik közre. Azóta számtalan, nálunk kevéssé ismert előadó mellett többek között Pete Seeger, Porter Wagoner, a Monroe Brothers, Joan Baez és Johnny Cash is elénekelte a dalt. Egyszerű akkordjai miatt gitárleckék kedvelt anyaga.
1971-ben Olivia Newton-John merész vállalkozásba fogott, az eredetileg férfi szemszögből előadott balladát női szereplőként énekelte el, egy kedvesét leszúró nő személyében, ez a dal lett első komoly sikere.

## A dal Magyarországon
Magyarországon a dal Olivia Newton-John 1971-es feldolgozása után vált ismertté, a hetvenes évek során igen nagy népszerűséget ért el. Több magyar előadó, többek között a 100 Folk Celsius is feldolgozta, magyar nyelvű változata az iskolai kirándulások, KISZ-építőtáborok, tábortűz melletti esték nélkülözhetetlen kelléke volt azokban az években.

## Szövegváltozatok

### Hagyományos dalszöveg
```
Come my love let's take a walk
Just a little way away
While we walk along we'll talk
Talk about our wedding day

(chorus)
Only say that you'll be mine
And in our home we'll happy be
Down beside where the waters flow
Down on the banks of the Ohio

I drew my knife across her throat
And to my breast she gently pressed
Oh please, oh please, don't murder me!
For I'm unprepared to die you see

I taken her by her lily white hand
I let her down and I made her stand
There I plunged her in to drown
And watched her as she floated down

Returning home 'tween twelve and one
Thinking of the deed I'd done
I murdered the girl I love you see
Because she would not marry me

Next day as I was running home
I met the sheriff standing in the door
He said young man come with me and go
Down to the banks of the Ohio
```

### Johnny Cash dalszövege
```
I asked my love to take a walk
Just a little ways with me
And as we walked and we would talk
All about our wedding day

(chorus)
And only say that you'll be mine
In no others arms entwined
Down beside where the waters flow
On the banks of the Ohio

I asked her if she'd marry me
And my wife forever be
She only turned her head away
And had no other words to say

I plunged a knife into her breast
And told her she was going to rest
She cried "Oh Willy, don't murder me
I'm not prepared for eternity."

I took her by her golden curls
I drug her down to the river-side
An I there threw her into drown
And I watched her as she floated down

And going home between twelve and one
I cried "Lord, what have I've done?"
I've killed the girl I love
Because she would not marry me
```

### Olivia Newton-John dalszövege
```
I asked my love to take a walk
To take a walk, just a little walk
Down beside where the waters flow
Down by the banks of the Ohio

And only say that you'll be mine
In no others' arms entwine
Down beside where the waters flow
Down by the banks of the Ohio

I held a knife against his breast
As into my arms he pressed
He cried "my love, don't you murder me
I'm not prepared for eternity"

I wandered home 'tween twelve and one
I cried, "My God, what have I done?"
I've killed the only man I love
He would not take me for his bride

And only say that you'll be mine
In no others' arms entwine
Down beside where the waters flow
Down by the banks of the Ohio
```

### Magyar dalszöveg (Muzsay András fordítása)
```
Megkértem őt, szép kedvesen
Jöjjön velem, sétáljon velem
Vár ránk a part, hív a nagy folyó
Csobban a víz, hív az Ohio!

Megmondtam én, enyém leszel!
És többé már senki nem ölel,
Vár ránk a part, hív a nagy folyó
Csobban a víz, hív az Ohio!

És amint ott átöleltem,
a késemet nekiszegeztem
Felkiáltott: Kérlek, ne ölj meg!
A halálba ne küldj engemet!

Megmondtam én, enyém leszel!
És többé már senki nem ölel,
Vár ránk a part, hív a nagy folyó
Csobban a víz, hív az Ohio!

Éjfél után mentem haza
Jaj, mit tettem, ó én ostoba
Megöltem őt, akit szerettem
Mert nem kellett, ó a szerelmem!

Megmondtam én, enyém leszel!
És többé már senki nem ölel,
Vár ránk a part, hív a nagy folyó
Csobban a víz, hív az Ohio!

Megmondtam én, enyém leszel!
És többé már senki nem ölel,
Vár ránk a part, hív a nagy folyó
Csobban a víz, hív az Ohio!
```

### Magyar dalszöveg (másik változat)
```
Megkértem őt, sétálj velem,
Sétálj velem, szép kedvesem.
Vár ránk a part, hív a nagy folyó,
Csobban a víz, hív az Ohio.

Megmondtam én, enyém leszel,
És többé már, senki nem ölel,
Vár ránk a part, hív a nagy folyó,
Csobban a víz, hív az Ohio.

Lenn a parton megöleltem,
És késemet nekiszegeztem.
Felkiáltott, kérlek ne ölj meg,
A halálba ne küldj engem el.

Megmondtam én...

Ő könyörgött, ne öljem meg.
És megfogta a kezemet,
De a kezemen látom a vért,
S a kedvesem, akkor már nem élt.

Megmondtam én...

Késő este mentem haza,
Jaj mit tettem, ó én ostoba?
Megöltem őt, akit szerettem,
Mert nem kellett ó a szerelmem.

Megmondtam én...

Az emlékek lángja ölel,
Szíved szól, szívem felel,
Megöltelek, mindig fájlalom,
Térj vissza hát, zengő dallamom.

Megmondtam én...
```

### Német nyelvű dalszöveg
```
Du hast gesagt "mein Herz ist Dein"
und ich schrieb es in mein Herz ein,
wie ein Pfeil, der den Weg mir weist
unten am Fluss, der Ohio heisst.

Der Sommer kam, er blieb bei mir
und der Mond sang vor unsrer Tür,
sang ein Lied, das die Nacht zerreisst,
unten am Fluss, der Ohio heisst.

Der Sommer gab dem Herbst die Hand,
als ich ihn in fremden Armen fand.
Was dann kam, hab' ich nicht gewollt
mein Herz zerbrach und ich griff zum Colt.

Er hat gesagt "mein Herz ist Dein"
und ich schrieb es in mein Herz ein
er ist tot, ich werde nie mehr froh,
leb wohl mein Fluß, oh mein Ohio.

Ich wanderte durch diese Welt,
schlief bei Nacht unter dem Sternenzelt,
denn mein Herz ist schon lang verwaist
unten am Fluss, der Ohio heisst.

Die Story hier ist lange her
außer mir weiß sie keiner mehr,
nur ein Lied, das die Nacht zerreisst,
unten an Fluss, der Ohio heisst,
unten am Fluss, der Ohio heisst.
```

### A Pretty Polly dalszövege
```
Oh Polly, Pretty Polly, would you take me unkind
Polly, Pretty Polly, would you take me unkind
Let me set beside you and tell you my mind
Well my mind is to marry and never to part
My mind is to marry and never to part
The first time I saw you it wounded my heart
Oh Polly Pretty Polly come go along with me
Polly Pretty Polly come go along with me
Before we get married some pleasures to see
Oh he led her over mountains and valleys so deep
He led her over hills and valleys so deep
Pretty Polly mistrusted and then began to weep
Oh Willie, Little Willie, I'm afraid to of your ways
Willie, Little Willie, I'm afraid of your ways
The way you've been rambling you'll lead me astray
Oh Polly, Pretty Polly, your guess is about right
Polly, Pretty Polly, your guess is about right
I dug on your grave the biggest part of last night
then he led her a little farther and what did she spy
then he led her a little farther and what did she spy
a new dug grave with a spade lying by.
Oh she knelt down before him a pleading for her life
She knelt down before him a pleading for her life
Let me be a single girl if I can't be your wife
Oh Polly, Pretty Polly that never can be
Polly, Pretty Polly that never can be
Your past recitation's been trouble to me
Then he opened up her bosom as white as any snow
he opened up her bosom as white as any snow
he stabbed her through the heart and the blood did overflow
Oh went down to the jailhouse and what did he say
He went down to the jailhouse and what did he say
I've killed Pretty Polly and trying to get away
```

## A dal első hanglemezfelvétele
- http://music.km.ru/player.asp?id=%7B237BDBDB-D5D2-4EAC-8AAA-A31092ABC440%7D%5B%5D

## Videóajánló
- A dal egy tévéfellépésen. YouTube
- A dal egy ausztrál tévéadásban. YouTube
- Részlet a The Case című filmből. YouTube
- A dal gitárjátéka. YouTube
- Pretty Polly video. YouTube
- Ohio. 100 Folk Celsius  YouTube (2011. február 13.)  (Hozzáférés: 2017. február 23.) (audió, magyar és angol szöveg)
- Ohio. Köteles István  YouTube (2013. június 14.)  (Hozzáférés: 2017. február 23.) (audió, szöveg)
- Bányászballada. Móró Imre YouTube (2017. november 19.)  (Hozzáférés: 2018. december 28.) (videó)